# Лісники (спостережна станція)
 Спостере́жна ста́нція Лісники́  астрономічної обсерваторії Київського національного університету імені Тараса Шевченка (АО КНУ) або  Київська кометна станція  заснована в 1957 році в селі Лісники, Києво-Святошинського району, Київська область, за 15 км на південь від Києва.

## Завідувачі обсерваторії
- Нині — Пішкало Жанна В'ячеславівна

## Інструменти обсерваторії
- АЗТ-8 (D = 70 см, F = 2.8 м, 1968 рік) + ПЗЗ-камера SBIG ST-8XME + фільтри UBVRI
- АЗТ-14 (D = 48 см, F = 7.7 м, 1968 рік) + ПЗЗ-камера SBIG ST-7 + фільтри UBVRI

## Напрями досліджень
- Комети (систематичні спостереження)
- Астероїди
- Метеори
- Активні ядра галактик
- Рентгенівські подвійні